# Улица Мюнди
Улица Мю́нди (эст. Mündi tänav — Монетная) — короткая (63 метра) улица в историческом районе Старый город Таллина (Эстония), ведёт с Ратушной площади на улицу Пикк.

## История
В 1368 году улица упоминается под названием «Короткий путь к рынку» (он находился на Ратушной площади).
Современное название улицы дано по фамилии Петера Фридриха Мунди (эст.  Peter Friedrich Mundti) — впоследствии таллинского бургомистра, поселившегося здесь в 1766 году. Со временем название улицы Мунди изменилось на Мюнди, что может означать — Монетная.
Находившийся на улице бар «Mündi» описан у Довлатова.

## Застройка улицы
Всю нечётную сторону улицы занимает д. 3 (1923—1924, архитектор Артур Перна и 1929—1931, архитектор Эуген Хаберманн, Арт деко) — бывший дом «рыбного короля» Егорова.